# Miguel Ángel Guillén Galindo
Miguel Ángel Guillén Galindo (Camarillas, província de Terol, 23 de novembre de 1962) és un polític valencià, diputat a les Corts Valencianes en la VIII legislatura.

## Biografia
És llicenciat en Dret per la Universitat de València i ha treballat com a advocat, jutge substitut i tècnic de l'Administració General de la Generalitat. També és professor associat de dret constitucional a la Universitat Jaume I.
Fundador de les Joventuts Socialistes d'Espanya a Sogorb i militant del PSPV-PSOE des de 1984. A les eleccions municipals espanyoles de 2011 fou candidat a l'alcaldia de Sogorb pel seu partit. En 2012 va substituir en el seu escó el finat Vicent Esteve Nebot, elegit diputat a les eleccions a les Corts Valencianes de 2011. Fou secretari de la Comissió d'Indústria i Comerç, Turisme i Noves Tecnologies de les Corts Valencianes. En gener de 2015 va anunciar que no es presentaria com a candidat socialista a les eleccions municipals espanyoles de 2015.